# Nemeskéri Gusztáv
Nemeskéri Gusztáv magyar bűnöző, az ún. Katóka utcai sorozatgyilkos. Nemeskéri azért követett el egy négy áldozatot követelő gyilkosságsorozatot, hogy adósságait rendezhesse.

## A gyilkosságsorozat előtt
Nemeskéri Gusztáv előéletéről csak kevés tudható. A később ellene folyt büntetőeljárás során Nemeskéri számolt be egy gyermekkorát beárnyékoló eseményéről, amikor az ő feladata lett volna, hogy felügyeljen nála fiatalabb testvérére, ám a kisgyermek kitépte magát Gusztáv karjaiból és egy úttestre futott, ahol egy jármű halálra gázolta. A bűncselekmények elkövetése idején Nemeskéri házas volt. Nagyjából 1995 óta élt a budapesti Katóka utca 3. szám alatt, illetve egy zöldséget és állateledelt kínáló üzletet is üzemeltetett. Nemeskéri fejleszteni szerette volna vállalkozását, ezért elhatározta, hogy megvásárolja az üzletének otthont adó ingatlant. A vásárláshoz kölcsönöket vett fel. A kölcsönök visszafizetése azonban egyre lehetetlenebb helyzetbe hozta a férfit, aki egyre zűrösebb üzleti vállalkozásokba kezdett, hogy hiteleit visszafizesse. A behajtóktól való félelme miatt fegyvert szerzett magának, amelyet átalakított.

## A Katóka utcai sorozatgyilkosság
1996-ban egy argentin állampolgárságú kutyakereskedő érkezett Magyarországra, hogy magyar tenyésztőktől vásároljon kutyákat. Nem tudható, hogy Nemeskéri miként ismerkedett meg a férfival. Az argentin üzletember 1996. február 26-án kijelentkezett szállodájából és minden holmijával együtt Nemeskérihez költözött. A lakásban üzleti jellegű vita bontakozott ki a két férfi között, amely során Nemeskéri a nála vendégeskedő argentint tarkón lőtte, a nála talált 6000 dollárt és egy aranygyűrűt pedig elvette tőle. A kutyakereskedő holttestét egy ponyvába csavarta bele, majd az udvaron álló autó rakterébe rejtette. Néhány hét múlva a holttestet elővette és a kerti orgonák alá elásta. Nemeskéri ekkor került először a rendőrök látóterébe. Kihallgatták és poligráffal is vizsgálták, ám  egy nyomozati hiba miatt az eljárás eredménytelen maradt.
1996 júniusában a Nemeskéri lakásában lévő villanyórát ellenőrizte a leolvasóként dolgozó barátja. Nemeskéri azonban már korábban megpiszkálta a mérőműszert, hogy lophassa az áramot, ezt pedig a leolvasó észlelte. A barát közölte Nemeskérivel, hogy az óraállás meghamisítását jelentenie kell az Elektromos Műveknek, mire válaszul Nemeskéri főbe lőtte a leolvasót. Ezt a holttestet is kifosztotta, egy ponyvába csavarta, majd kirakta a háza elé. A holttestet az udvaron hagyva Bécsbe utazott és ott egy kutyakiállításon vett részt. Egy hétvégés távollét után érkezett haza, amikor a leolvasó holttestét is elásta a kertjében.
1997 decemberében Nemeskéri elhatározta, hogy megszerzi az utcájában dolgozó postásnőnél lévő pénzösszeget. 1997. december 12-én a nőt az autójába csalta azzal az ürüggyel, hogy egy meghatalmazáshoz szükséges illetékbélyeget szeretne tőle vásárolni, az autóban azonban mellkason lőtte az asszonyt. A postásnál lévő 750 ezer forintot elvette, majd a nő holttestét egy Csömör külterületén lévő tó mellé szállította. A nő személyes holmijait eltulajdonította és a lakásában rejtette el. A postás holttestét csak 1998 februárjában találták meg. Nemeskéri neve ekkor is felmerült lehetséges elkövetőként, mivel egy szemtanú látta a postást a férfi autójába beülni. A férfiról egy jó minőségű fantomkép is készült, ám a rendőrök úgy ítélték meg, hogy nem szólnak bizonyítékok a zöldséges ellen, így nem vizsgálták tovább az ügyet.
Nemeskéri tartozott féltestvérének, Zsoltnak is. Zsolt korábban kétmillió forintot adott kölcsön bátyjának és már huzamosabb ideje kérte őt a kölcsön megadására. Gusztáv nem tudta visszaadni a kölcsönt, ezért féltestvére pert indított ellene. A bíróság a tárgyalást 1999. április 8-ra tűzte ki. 1999. április 7-én Nemeskéri vitarendező találkozóra invitálta testvérét a Katóka utcai házba. Zsolt meg is jelent, ám a zöldséges a rutinjává vált módon rendezte a vitát: halántékon lőtte testvérét, holttestét pedig elrejtette a pincében.

## Lebukás és per
Az eltűnt testvért a rendőrség keresni kezdte és 1999 szeptemberében Nemeskérit is behívták kihallgatásra. A nyomozók gyanúja akkor terelődött Nemeskérire, amikor a neki feltett kérdésekre Nemeskéri nem válaszolt, hanem azt tudakolta, hogy melyik személy eltűnéséről kérdezik. (Nemeskérinek értelemszerűen a testvére eltűnése miatt kellett volna aggódnia, ártatlansága esetén a többiről nem is tudhatott volna.) A Katóka utcai épületben házkutatást tartottak, a pincében pedig megtalálták Zsolt holttestét. Nemeskéri ekkor számolt be nekik a ház körül található többi holttestről is.
Nemeskéri a rendőröknek elismerte testvére meggyilkolását és a további három gyilkosságot is. A nyomozóknak azt is megmutatta, hogy miként végzett áldozataival. Az ügyészség négy rendbeli gyilkossággal vádolta meg a férfit. A bíróságon már nem tett vallomást, csak testvére meggyilkolását ismerte be, a többi haláleset ügyében azonban utolsó vallomásában Zsoltra hárította a gyilkosságot. (Vallomásának megváltoztatását azzal magyarázta, hogy a helyszínelés alatt Doszpot Péter erőszakkal vette rá a beismerésre.) Nemeskéri bírósági vallomása szerint Zsolt pénzsóvár és erőszakos alak volt, akit ő ezen adottságai ellenére emberfeletti módon szeretett. A gyilkosságokat Zsolt heves jellemével magyarázta. Állítása szerint az argentin kutyakereskedőt testvére véletlenül lőtte agyon, amikor a fegyverével játszottak, ő csak a boltból hazaérkezvén szembesült a balesettel. A villanyóra-leolvasó megölését is testvérére fogta, szerinte a villanyórás megzsarolta őt, amin a jelenlévő testvér annyira felháborodott, hogy lelőtte a leolvasót. Szintén Zsolt végzett az autóba beülő postásnővel, amikor az veszekedni kezdett vele. Nemeskéri önmagát tekintette áldozatnak. A bíróság előtt többször is családi kapcsolatinak fontosságát emlegette, testvére pénzsóvár jelleme miatt bánkódott, a villanyszámlás meggyilkolásának tárgyalásakor elsírta magát. Az ítélethirdetéskor annyira rosszul lett, hogy az ítélethirdetést el kellett halasztani.
A taktika nem vált be. Ítéletében a bíró hangsúlyozta, hogy Nemeskéri az első gyilkosság után szerencséjének köszönhetően megúszta a börtönt és lehetősége lett volna, hogy életvitelén változtasson, ő azonban további gyilkosságokat követett el. Az első fokon eljáró Fővárosi Bíróság Nemeskérit életfogytig tartó fegyházbüntetésre ítélte, amelyet legkorábban 40 év elteltével lehetett volna felülvizsgálni. Az elsőfokú ítélet ellen az ügyész súlyosbításért, Nemeskéri pedig enyhítésért fellebbezett. A másodfokú ítéletben a Fővárosi Ítélőtábla lényegében helyben hagyta az első fokú ítéletet, mindössze annyit állapítottak meg, hogy a negyedik emberölés aljas indokból történt, amiatt a férfi büntetését tényleges életfogytiglanra súlyosbították. Nemeskéri volt a második bűnöző, akit a magyar bíróság jogerősen tényleges életfogytiglanra ítélt. A Katóka utcai gyilkos a szegedi Csillag börtönbe került, hogy ott töltse le életfogytig tartó fegyházbüntetését.